# VB 2N
VB 2N (фр. Voiture de banlieue à deux niveaux, дословно — «двухуровневый пригородный вагон») — французский двухэтажный электропоезд.
История поезда восходит к началу 1970-х, когда власти Парижа, из-за перегруженности линий RER и пригородных железных дорог, сделали заказ на разработку двухуровневого поезда. В 1974 был готов опытный образец, а в 1975 началось серийное производство. Всего было произведено 589 составов.
Ещё в середине 1990-х начался постепенный вывод поезда из эксплуатации. По плану к апрелю 2012 должны были быть списаны все произведённые VB 2N, однако часть поездов прошла модернизацию в 2002-08 годах и осталась на линиях до 2019 года.